# Baron Kibamba
Francoeur Baron De Sylvain Kibamba (Dolisie, República del Congo, 23 de marzo de 1998), más conocido como Baron Kibamba, es un futbolista congoleño. Juega como defensa y actualmente juega en el Manchester 62 Football Club de la Liga Nacional de Gibraltar.

## Trayectoria
Entre e2016 y 2018 jugó en el CARA Brazzaville para luego pasar a formar parte en el 2018 del AS Otôho d'Oyo congoleños.
En la temporada 2018-19 dio el salto a jugar en las ligas españolas en las filas de la Real Balompédica Linense. Al finalizar la temporada, y aunque no le respetaron las lesiones, varios equipos, entre los que se encontraban Levante U. D., S. D. Huesca, C. A. Osasuna, R. C. D. Mallorca o F. C. Barcelona, se fijaron en él, aunque finalmente acabó firmando por el Sevilla F. C. para que pasara a formar parte de su equipo filial. En la temporada 2020-21, a pesar del deseo de Julen Lopetegui de que hiciera la pretemporada con el primer equipo, un problema burocrático se lo impidió
Al inicio de la pretemporada 2022-23 el Sevilla F.C. no le renovó el contrato para seguir en su filial por lo que fichó por el Othellos Athienou FC
En la temporada 2024-25 ficha por el Manchester 62 Football Club gibraltareño.

## Selección nacional
Ha participado en doce ocasiones con la selección de fútbol del Congo.

## Clubes
| Club                     | País                | Año       |
| ------------------------ | ------------------- | --------- |
| CARA Brazzaville         | República del Congo | -2016     |
| AS Otôho                 | República del Congo | 2016-2018 |
| Real Balompédica Linense | España              | 2018-2019 |
| Sevilla Atlético         | España              | 2019-2022 |
| Othellos Athienou FC     | Chipre              | 2022-2024 |
| Manchester 62 FC         | Gibraltar           | 2024-     |

### Estadísticas
A último partido jugado el 13 de diciembre de 2024
| Club                         | Temporada     | Liga  | Liga  | Liga   | Copas nacionales | Copas nacionales | Copas nacionales | Supercopa | Supercopa | Supercopa | Internacional internacionales | Internacional internacionales | Internacional internacionales | Total | Total | Total  | Media goleadora |
| Club                         | Temporada     | Part. | Goles | Asist. | Part.            | Goles            | Asist.           | Part.     | Goles     | Asist.    | Part.                         | Goles                         | Asist.                        | Part. | Goles | Asist. | Media goleadora |
| ---------------------------- | ------------- | ----- | ----- | ------ | ---------------- | ---------------- | ---------------- | --------- | --------- | --------- | ----------------------------- | ----------------------------- | ----------------------------- | ----- | ----- | ------ | --------------- |
| Balompédica Linense · España | 2018-19       | 23    | 1     | 0      | -                | -                | -                | -         | -         | -         | -                             | -                             | -                             | 23    | 1     | 0      | 0.04            |
| Balompédica Linense · España | Total club    | 23    | 1     | 0      | -                | -                | -                | -         | -         | -         | -                             | -                             | -                             | 23    | 1     | 0      | 0.04            |
| Sevilla Atlético · España    | 2019-20       | 14    | 2     | 1      | -                | -                | -                | -         | -         | -         | -                             | -                             | -                             | 14    | 2     | 1      | 0.07            |
| Sevilla Atlético · España    | 2020-21       | 19    | 0     | 1      | -                | -                | -                | -         | -         | -         | -                             | -                             | -                             | 19    | 0     | 1      | 0               |
| Sevilla Atlético · España    | 2021-22       | 19    | 0     | 1      | -                | -                | -                | -         | -         | -         | -                             | -                             | -                             | 19    | 0     | 1      | 0               |
| Sevilla Atlético · España    | Total club    | 52    | 2     | 3      | -                | -                | -                | -         | -         | -         | -                             | -                             | -                             | 52    | 2     | 3      | 0.04            |
| Othellos Athienou FC Chipre  | 2022-23       | 12    | 0     | 1      | 9                | 2                | 0                | -         | -         | -         | -                             | -                             | -                             | 21    | 2     | 1      | 0.1             |
| Othellos Athienou FC Chipre  | Total club    | 12    | 0     | 1      | 9                | 2                | 0                | -         | -         | -         | -                             | -                             | -                             | 21    | 2     | 1      | 0.1             |
| Manchester 62 F.C. Gibraltar | 2024-25       | 11    | 1     | 0      | 0                | 0                | 0                | -         | -         | -         | -                             | -                             | -                             | 11    | 1     | 0      | 0.09            |
| Manchester 62 F.C. Gibraltar | Total club    | 11    | 1     | 0      | 0                | 0                | 0                | -         | -         | -         | -                             | -                             | -                             | 11    | 1     | 0      | 0.09            |
| Total carrera                | Total carrera | 98    | 4     | 4      | 9                | 2                | 0                | 0         | 0         | 0         | 0                             | 0                             | 0                             | 107   | 6     | 4      | 0.06            |